# Wallace Grissell
Wallace Grissell (Hounslow, 3 septembre 1904 – Camarillo, 5 avril 1954) est un monteur et réalisateur britannique.

## Biographie
Wallace Grissell est l'auteur d'une vingtaine de longs métrages de 1944 à sa mort en 1954.

## Filmographie
- 1944 : Zorro's Black Whip
- 1944 : Vigilantes of Dodge City
- 1944 : Haunted Harbor
- 1944 : Captain America
- 1944 : Marshal of Reno
- 1944 : The Tiger Woman (en)
- 1945 : Who's Guilty?
- 1945 : Federal Operator 99
- 1945 : Wanderer of the Wasteland
- 1945 : Corpus Christi Bandits
- 1945 : Manhunt of Mystery Island
- 1946 : Motor Maniacs
- 1947 : Wild Horse Mesa
- 1947 : Tex Beneke and the Glenn Miller Band
- 1947 : Let's Make Rhythm
- 1948 : Western Heritage
- 1951 : Captain Video: Master of the Stratosphere
- 1952 : King of the Congo
- 1952 : A Yank in Indo-China

## Source de la traduction
- (en) Cet article est partiellement ou en totalité issu de l’article de Wikipédia en anglais intitulé « Wallace Grissell » (voir la liste des auteurs).